# Globosolembos leapakahi
Globosolembos leapakahi är en kräftdjursart som först beskrevs av J. L. Barnard 1970.  Globosolembos leapakahi ingår i släktet Globosolembos och familjen Aoridae. Inga underarter finns listade i Catalogue of Life.